# MacOS
macOS (înainte sub numele de OS X și Mac OS X) este un sistem de operare dezvoltat, comercializat și vândut de firma Apple pentru computerele sale de tip Macintosh. Începând din 2009, fiecare sistem Macintosh include preinstalată cea mai recentă versiune a acestui sistem de operare. macOS este succesorul sistemului de operare Mac OS original sau „clasic” , care a fost sistemul de operare principal al companiei Apple Computers (astăzi: Apple) încă din 1984. Spre deosebire de predecesorii săi, macOS este un sistem de operare bazat pe platforma Unix, construit pe tehnologiile dezvoltate la compania NeXT între 1985 și începutul anului 1996, când NeXT a fost achiziționat de către Apple. Versiunea 10.5 atunci când rulează pe procesoare Intel deține certificatul "UNIX 03".
Prima versiune lansată a fost Mac OS X Server 1.0 în 1999, iar în martie 2001 a urmat versiunea „desktop” Mac OS X v10.0 (aici termenul "desktop" se referă la calculatoare relativ mici care au loc pe masa de lucru obișnuită). Până azi au mai fost lansate încă multe versiuni de tip "end-user" și "server", cea mai recentă fiind Mac OS X v10.8 din 25 iulie 2012. Versiunile de Mac OS X sunt supranumite după feline; de exemplu, Mac OS X v10.5 este de obicei numită „Leopard” (10.4 a fost numit „Tigru”, 10.3 era „Pantera” etc). Sistem de operare OS X 10.9 marchează începutul unei schimbări în schema de numire a OS X. Versiunea OS X 10.9 a sistemului de operare este numit Mavericks după o locație surfing în California de Nord.
Versiunea server, Mac OS X Server, este din punct de vedere arhitectural foarte asemănătoare cu varianta sa desktop. Prin comparație ea mai include câteva unelte administrative (software) pentru managementul grupurilor sau pentru accesul simplificat la serviciile de rețea de bază. Aceste unelte includ un agent de e-mail, un server Samba, un server LDAP, un server de nume și altele. Este preinstalat pe echipamentele hardware de tip server Xserve de la Apple, dar poate fi rulat pe majoritatea modelelor de computere Apple.
Apple mai produce și versiuni de macOS specializate pentru utilizarea pe următoarele articole de consum: Apple TV, Apple iPhone și Apple iPod Touch.

## Numele
Abrevierea sistemului de operare înseamnă (în engleză OS), litera X este una pentru numeralul roman 10 care se referă la succesiunea de sistemele anterioare de operare Macintosh ca Mac OS 8 și Mac OS 9. Apple a început folosirea poreclelor de feline odată cu eliberarea inițială a OS X. La început au fost nume de cod intern la Apple, dar în cele din urmă au devenit o parte din marketingul pentru sistemele de operare.

## Caracteristici
Mac OS X 10.2 include driverele pentru anumite imprimante de la Canon, Epson, Hewlett-Packard și Lexmark. Tehnologia Quartz Extreme este nouă versiune de GPU accelerat a Compositor Quartz care a fost introdusă pentru prima oară în Mac OS X 10.2.
Versiunea 10.3 a introdus Exposé care permite comutarea rapidă între ferestre și suportă configurarea scurtăturilor de la tastatură. A fost introdus FileVault care este o criptare opțională de fișiere cu Advanced Encryption Standard (AES-128).
Aplicația Finder a introdus etichetele cu coduri de culori pentru a ușura procesul de găsire și de organizare a fișierele și folderelor.
Caracteristici introduse în versiunea 10.4 au inclus Automator, o aplicație proiectată pentru a crea un flux de lucru automat pentru diferite sarcini. Tehnologia Spotlight a introdus pe Mac OS 8, dar permite adăugarea de inteligență la index și căutare.
Dashboard este un grup de aplicații mici care poate fi solicitate și respinse într-o singură apăsare de tastă.
Versiunea 10.5 are toate pictogramele de sistem sunt scalabile până la 512 × 512 pixeli, pentru a se adapta diferite locuri în care apar în dimensiuni mai mari. Mac OS X 10.5 include o tehnologie de backup automată numită Time Machine, care oferă posibilitatea de a vizualiza și de a restabili versiunile anterioare ale fișierelor și datelor aplicațiilor pe un hard disk intern sau extern.

## Sistemul de fișiere
Disk Utility este o aplicație care este integrat în OS X care este un instrument care lucrează cu hard disk-uri.
Sistemul de fișiere o altă variantă HFS Plus numit HFSX care a fost introdus în Mac OS X 10.3 cu caracteristici opționale jurnalizare.
Mac OS X 10.6 include suport pentru compresia fișierelor în sistemul de fișiere HFS Plus, 
care se concentrează la reducerea greutății a fișierelor de sistem Apple integrat în aplicații, în condiții normale de utilizare. Cu actualizarea Mac OS X 10.6.5 este suportat sistemul de fișiere exFAT.
În versiunea Mac OS X 10.7 (Lion), Apple a actualizat FileVault la starea de criptare completă a discului.

## Medii de programare
Quartz 2D este un motor grafic bidimensional disponibil pentru dezvoltarea aplicațiilor iOS și macOS pentru toate mediile de aplicații din afara nucleului. Quartz 2D asigură nivel scăzut, redare ușoră 2D de ieșire indiferent de afișare sau a dispozitivului de imprimare. Quartz 2D are rezoluția independentă de dispozitiv. Quartz 2D API este ușor de utilizat și oferă acces la caracteristici puternice cum ar fi straturile de transparență bazate pe cale de desen, de redarea în afara ecranului, gestionarea avansată a culorilor, randare anti-alias și crearea de documente PDF. Quartz 2D API este parte a cadrului Core Graphics, Quartz poate fi menționat ca Core Graphics sau CG.
Cocoa este un mediu de aplicații atât pentru sistemul de operare OS X și iOS, sistemul de operare utilizat pe dispozitivele Multi-Touch, cum ar fi iPhone, iPad și iPod touch. Acesta constă într-o suită de biblioteci software orientate pe obiect, un sistem de rulare și un mediu de dezvoltare integrat.
X Window System face posibilă rularea de aplicații bazate pe X11 în macOS. 
Pe baza proiectului open-source XFree86 - punerea în aplicare cele mai comune de X11 este compatibil cu macOS și complet integrată cu macOS. Acesta include tehnologiile complete X11 R6.6, X11 window server, Quartz window manager, biblioteci și utilități de bază ca xterm.
Fundația Core este o bibliotecă cu un set de interfețe de programare conceptual derivate din cadrul Objective-C pe bază de Fundația dar puse în aplicare în limbajul C. Pentru a face acest lucru, Core Fundatia implementeaza un model de obiect limitat în C. Core Fundația definește tipuri opace care încapsulează date și funcții, denumit în continuare "obiecte".

## Popularitate
Sistemul de operare are 75 de milioane de utilizatori în întreaga lume, în conformitate cu Phil Schiller, șeful producător din California (această cifră a inclus versiunile actuale ale OS X de pe iPhone și iPod Touch). Anunțul a fost făcut în timpul prezentării 8 iunie 2009 versiunea de Snow Leopard.
Înainte de lansarea versiunii Leopard la momentul în care era Tiger acest număr a fost de numai 25 de milioane.

## Limbi
În Mac OS X 10.7 Lion Apple oferă zeci de voci de înaltă calitate peste de 40 de limbi și dialecte.
Versiunea regională de limba engleză include trei voci noi pentru dialectele de engleză australiană, britanică și scoțiană.
Voci în alte limbi sunt introduse pentru prima dată, inclusiv chineză, greacă, maghiară, română, rusă, slovacă și multe altele.
Versiunea 10.7.3 a adăugat suport pentru limbile catalană, croată, greacă, ebraică, română, slovacă, thailandeză și ucraineană.

## Versiuni
Versiunile precedente ale sistemului de operare macOS s-au numit Mac OS 8 și Mac OS 9.
| Versiune                   | Numele de cod      | Data anunțării    | Data de lansare    | Cea mai recentă versiune               |
| -------------------------- | ------------------ | ----------------- | ------------------ | -------------------------------------- |
| Rhapsody Developer Release | Grail1Z4 / Titan1U |                   | 31 august 1997     | DR2 (14 mai 1998)                      |
| Mac OS X Server 1.0        | Hera               |                   | 16 martie 1999     | 1.2v3 (27 octombrie 2000)              |
| Mac OS X Developer Preview |                    |                   | 16 martie 1999     | DP4 (5 aprilie 2000)                   |
| Public Beta                | Kodiak             |                   | 13 septembrie 2000 |                                        |
| Mac OS X 10.0              | Cheetah            |                   | 24 martie 2001     | 10.0.4 (22 iunie 2001)                 |
| Mac OS X 10.1              | Puma               | 18 iulie 2001     | 25 septembrie 2001 | 10.1.5 (6 iunie 2002)                  |
| Mac OS X 10.2              | Jaguar             | 6 mai 2002        | 24 august 2002     | 10.2.8 (3 octombrie 2003)              |
| Mac OS X 10.3              | Panther            | 23 iunie 2003     | 24 octombrie 2003  | 10.3.9 (15 aprilie 2005)               |
| Mac OS X 10.4              | Tiger              | 4 mai 2004        | 29 aprilie 2005    | 10.4.11 (14 noiembrie 2007)            |
| Mac OS X 10.5              | Leopard            | 26 iunie 2006     | 26 octombrie 2007  | 10.5.8 (5 august 2009)                 |
| Mac OS X 10.6              | Snow Leopard       | 9 iunie 2008      | 28 august 2009     | 10.6.8 v1.1 (25 iulie 2011)            |
| Mac OS X 10.7              | Lion               | 20 octombrie 2010 | 20 iulie 2011      | 10.7.5 Build 11G63, (4 octombrie 2012) |
| Mac OS X 10.8              | Mountain Lion      | 16 februarie 2012 | 25 iulie 2012      | 10.8.3 (14 martie 2013)                |
| OS X 10.9                  | Mavericks          | 10 iunie 2013     | 22 octombrie 2013  | 10.9 (13A603) (20 octombrie 2013)      |
| OS X 10.10                 | Yosemite           | 2 iunie 2014      | 16 octombrie 2014  | 10.10.1 (14B25) (17 noiembrie 2014)    |
| OS X 10.11                 | El Capitan         |                   | 30 septembrie 2015 | 10.11.6 (18 iulie 2016)                |
| macOS 10.12                | Sierra             |                   | 20 septembrie 2016 | 10.12.6 (19 iulie 2017)                |
| macOS 10.13                | High Sierra        |                   | 25 septembrie 2017 | 10.13.6 (12 august 2018)               |
| macOS 10.14                | Mojave             |                   | 24 septembrie 2018 | 10.14.6 (22 iulie 2019)                |
| macOS 10.15                | Catalina           |                   | 7 octombrie 2019   | 10.15.5 (19F96) (26 mai 2020)          |
| macOS 11.0                 | Big Sur            | 22 iunie 2020     | 17 noiembrie 2020  | 11.7.10 (11 septembrie 2023)           |
| macOS 12.0                 | Monterey           |                   | 25 octombrie 2021  | 12.7.1 (26 octombrie 2023)             |
| macOS 13.0                 | Ventura            |                   | 24 octombrie 2022  | 13.6.1 (26 octombrie 2023)             |
| macOS 14.0                 | Sonoma             |                   | 26 septembrie 2023 | 14.1.1 (7 noiembrie 2023)              |

### Mac OS X v10.0
Sistemul de operare a fost anunțat pe 9 ianuarie 2001 și lansat pe 24 martie 2001. Are o interfață nouă de utilizator numit Aqua care la acea vreme a prezentat un upgrade vizual pentru utilizatorii sistemului de operare Mac OS 9. Browser-ul web a fost Internet Explorer, Sherlock a gestionat căutarea, iTunes și iMovie au fost transferate din OS 9.

### Mac OS X v10.1
Pe 25 septembrie 2001 a fost lansat Mac OS X v10.1 (nume de cod intern Puma). Caracteristicile sunt Driverele OpenGL efectuează 20% este cu rapid față de Mac OS X v10.0, suport îmbunătățit AppleScript, suportă peste 200 de imprimante.Suportă aparatele de fotografiat digitale, compatibilitatea cu rețelele Windows și noi instrumente Finder. Permite conectarea la serverele de fișiere Mac peste TCP, la Servere AppleTalk, servere WebDAV și la servere de fișiere Windows. Browserele pot utiliza Java cu suport îmbunătățit pentru Java Applet Runner.

### Mac OS X v10.2
Mac OS X 10.2 are numele de cod "Jaguar". Are un set mai largă de instrumente de linie de comandă pentru gestionarea serverelor de fisiere SMB (Windows). Kernel-ului sprijină IPv6 și IPSec. A fost inclus Common Unix Printing System (CUPS).Mac OS X 10.2 a trecut de la o compilatorul C++  la gcc versiunea 3.1. Alte caracteristici sunt partajarea de fișiere Windows și partajarea de imprimante USB.  Rendezvous este un standard deschis care pune în aplicare tehnologiile propuse de Networking Zero Configuration (zeroconf) al grupului de lucru Internet Engineering Task Force (IETF). Recunoaște rețelele fără fir 802.11b.
Pentru mediul de afaceri vine cu interoperabilitatea Active Directory și cu PPTP bazat pe VPN care permite utilizatorilor Mac să se conecteze de la distanță la rețelele corporative Windows.

### Mac OS X v10.3
A fost lansat pe 24 octombrie 2003 cu numele de cod "Panther".  Noile caracteristici includ Comutarea rapidă între utilizatori, Exposé, File Vault și iChat AV care suportă voce și video pentru conferințe cu clientul de mesagerie lui Mac. TextEdit a fost actualizat pentru a sprijini documente Microsoft Word. Cerințe minime hardware sunt procesor G3 tactat la 233 MHz, port USB built-in, spațiu disponibil pe hard disk de 1,5 GB și 128 MB de RAM.
Ultima versiune 10.3.9 a fost lansat pe data 15 aprilie 2005. Prevede următoarele îmbunătățiri: partajarea de fișiere și servicii de director pentru fiabilitatea mixtă între rețele Mac și PC, E-mail, Safari și aplicarea fiabilitatea Stickies, compatibilitate pentru aplicații terțe părți și dispozitive.

### Mac OS X v10.4
Mac OS X 10.4 cu numele de cod "Tiger" care a fost lansat pe 29 aprilie 2005. Cerințele în mod oficial sunt Mac G3 sau mai nou cu port FireWire, 256 MB de RAM și 3 GB de spațiu disponibil pe hard disk. A fost cea mai lungă durată versiune de OS X până în prezent cu 30 de luni pe piață.
Versiunea 10.4.4 a fost lansat în ianuarie 2006 și este prima versiune care suportă cu procesoarele Intel bazate pe Mac.
După v 10.4 au existat versiuni separate pentru platformele PowerPC și Intel.

### Mac OS X v10.5
Mac OS X v10.5 "Leopard" a fost lansat pe 26 octombrie 2007 și are peste 300 de caracteristici noi.
Time Machine avertizează înainte de a șterge backup vechi. Oferă capacitatea de a restaura fișiere și foldere individuale și se poate utiliza pentru a restaura computerul după un accident grav sau eșec hard disk. Time Machine poate face copii de rezervă automate ale fișierelor de Mac la un hard disk separat intern sau extern sau la un volum de rețea de către un alt calculator Mac care rulează Leopard. Spotlight oferă posibilitatea căutării online și suportă operatorii booleeni AND, OR, și NOT.
Quick Look funcționează cu o varietate mare de tipuri de documente, inclusiv imagini, filme, fișiere PDF, documente Microsoft Office, dar nu permite editarea numai vizualizarea documentelor. Core Animation este o altă tehnologiile din Quartz care include Core Video (bibliotecile Apple de procesare video), iar Core Graphics (motorul de randare al OSX). Animație permite crearea de către dezvoltatorii de interfețe cu aspect este oprit GPU-ul pentru redare. TextEdit oferă suport pentru Word 2007 și Open Document Formats pentru citire și scriere.

### Mac OS X v10.6
Aproape tot ceea ce foloseste o tehnologie noua aproape de-la-Grand-hardware-ul numit Dispeceratul central (GCD), care împărtășește sarcinilor între mai multe nuclee de procesoare moderne Intel și dezvoltatorii eliberează de sarcini software de divizare în diferite "fire". OpenCL permite dezvoltatorilor de software să atingeți în puterea cardurilor video onboard sau GPU pentru uz general de calcul, fără adaos de cantități enorme de cod. Aproape toate aplicațiile din Snow Leopard sunt acum scrise în 64-biți pentru o viteză mai mare de acces și de memorie mai mare comparativ cu cele pe 32-biți. Oferă Objective-C 2.0 îmbunătățit În Leopard a fost inclus numai pe 64 biți. Mail adaugă suport pentru Microsoft Exchange Server 2007, iCal, și Address Book este licențiat Microsoft ActiveSync protocol și aduce îmbunătățiri suplimentare. Toate aplicațiile care rulează sub Snow Leopard stabilesc toată memoria inscriptibilă ca non-executabil. Snow Leopard scanează fișierele descărcate prin intermediul Safari, Mail, iChat cu malware-urile cunoscute.

### Mac OS X v10.7
Mac OS X 10.7 a fost prezentat pentru prima dată publicului în octombrie 2010. Are numele de cod "Lion" și fost lansat pe 20 iulie 2011. Safari are o nouă funcție Reading List function; gesturi multitouch, caracteristici îmbunătățite de confidențialitate, suport pentru CSS 3 și de elemente JavaScript împreună cu formatul textul WOFF. Centralizează managementul de conturi în panoul de din System Preferences care permite adăugarea și să gestionarea conturilor de Gmail, Exchange, MobileMe, Gmail, Yahoo!, AOL și icloud. Aplicațiile care acceptă modul ecran complet sunt Safari 5, Terminal, Quick Look și Mail. Mac OS X Lion poate fi instalat pe mașini virtuale (VM) precum cele create de Parallels Desktop și VMware Fusion, o capacitate anterior limitată la Mac OS X Lion Server.

### Mac OS X v10.8
A fost lansat pe 25 iulie 2012. Funcția Dictation recunoaștere vocile oamenilor și diferențiază limba engleză în funcție de dialectele folosite american, Marea Britanie și vorbitori de australian. Se poate, de asemenea, detecta automat limba franceză, germană și japoneză.
Mountain Lion oferă caracteristici pentru chinezi suport pentru Safari ca o opțiune pentru motorul de cautare Baidu, furnizorilor de e-mail Mail QQ, 126 și 163, opțiuni de partajare Sina Weibo, Youku și Tudou sunt integrare în meniul Share. Pinyin include corecția automată și oferă capacitatea de a se amesteca limba engleză și cea chineză în același corp de text și suport pentru scrierea de mână aproape 30.000 de caractere chinezești.
Acces rapid la Mail, Contacte și secțiunea Calendar în panoul de System Preferences permite conectarea la rețelele sociale, Twitter, Flickr, Facebook și Vimeo.
Mountain Lion iCloud permite utilizatorilor stocarea documentelor pe serverele Apple și accesarea de dispozitivele iOS sau Mac. Aplicațiile Built-in Preview (Previzionare) și TextEdit suportă acum documentele în Cloud. Apple a lansat noile versiuni ale aplicațiilor sale iWork (Pages, Numbers, Keynote) care sprijină documente în Cloud.
Notification Center este caracteristica Mountain Lion. Seamnă unul din iOS 5, acesta va tine la curent cu alerte despre iMessages primite, e-mailuri și întâmplări. Dacă nu faceți clic pe o alertă notificarea este mutată într-o listă de out-of-view pentru a răspunde mai târziu.

### OS X 10.9
OS X Mavericks a fost anunțat pe 10 iunie 2013 la WWDC 2013. A fost lansat pe 22 octombrie 2013 are o serie de îmbunătățiri inclusiv un sistem mai robust de notificare, suport îmbunătățit pentru mai multe monitoare și aplicații full screen, Finder modernizat și iCloud Keychain pentru salvarea parolelor.

### OS X 10.10
A fost lansat pe 16 noiembrie 2014. 
Permite utilizatorilor de iPhone care rulează iOS 8 sau mai versiune mai nouă permite răspunderea la apeluri telefonice, primirea și trimiterea mesajelor SMS, e-mailuri.

## Viruși

### OS X.Leap-A
Leap.A a fost descoperit pe 14 februarie 2006 de compania de securitate Intego. Este un vierme care se răspândește prin intermediul programul de mesagerie iChat și este considerat ca fiind primul virus pentru platforma Apple.
Când fișierul de arhivă latestpics.tgz este deschis pe un calculator ea încearcă să păcălească utilizatorii
prin acunderea conținutului său într-un fișier JPEG. Acesta infectează fișierele de pe Macintosh OS X versiunea 10.4 care rulează pe Intel.

### OSX.Lamzev.A
Este un virus troian care a fost creat pentru deschiderea unui backdoor. 

### OSX.Iservice
OSX.Iservice a fost descoperit pe 22 ianuarie 2009. Se instalează când sunt descărcate copii piratate de iWork '09 și instalează un pachet suplimentar de iWorkServices.

### OSX.HellRTS
HellRTS care atunci când este instalat pe OS X  deschide un backdoor care permite preluarea controlului asupra Mac-urilor infectate.

### OSX.MAC Defender
Mac Defender este un program antivirus fals care încearcă să păcălească utilizatorii prin instalarea sa. Are o variantă pentru Windows.